# Gustav Herglotz
Gustav Herglotz   (Volary, 2 de febrer de 1881 - Göttingen, 22 de març de 1953) va ser un matemàtic alemany.

## Vida i Obra
Herglotz va néixer a Wallern quan era Regne de Bohèmia (actual Volary, República Txeca), però la família es va traslladar a Viena després de morir el pare que era notari. A Viena va fer els seus estudis elementals i secundaris i el 1899 va ingressar a la Universitat Tècnica de Viena on va coincidir amb Paul Ehrenfest, Heinrich Tietze i Hans Hahn amb els qui va establir una forta amistat, fins al punt que se'ls coneixia com els inseparables quatre. El 1900 va anar a la universitat de Múnic per estudiar matemàtiques i astronomia. En aquesta universitat va aconseguir el doctorat el 1902 amb una tesi sobre la brillantor del asteroide Eros que s'havia descobert recentment (1898).
El 1904 va obtenir l'habilitació docent a la universitat de Göttingen en la que va ser professor ajudant el tres cursos següents. Després d'estar un curs a la universitat de Viena, el 1909 va ser nomenat professor de la universitat de Leipzig en la qual va continuar fins al 1925 en, finalment, va ser nomenat a la universitat de Göttingen, per substituir el jubilat Carl Runge, i en la qual va restar fins que el 1946 va haver de retirar-se per una malaltia. L'any 1934, quan els nazis van fer les purgues de professors jueus i esquerranistes, va ser l'únic professor titular de matemàtiques que va quedar a la universitat de Göttingen, però ell es va mantenir allunyat de la política. De qui no es va mantenir allunyat va ser de la esposa de Max Born, Hedwig Born (nascuda Ehrenberg), amb qui va mantenir un afer que va ser la xafarderia del campus durant gairebé vuit anys, fins que els Born van haver de deixar Göttingen el 1933 per les lleis racials dels nazis.
Herglotz va fer aportacions importants en diversos camps de la matemàtica aplicada: mecànica celeste, relativitat clàssica i especial, geofísica, elasticitat, etc. D'especial importància van ser els seus estudis dels terratrèmols fets conjuntament amb el sismòleg Emil Wiechert, que el van portar a establir i solucionar les equacions de l'elasticitat.